# Central Park North–Calle 110 (línea de la Avenida Lenox)
La estación Central Park North–Calle 110 es una estación en la línea de la Avenida Lenox del metro de la ciudad de Nueva York, localizada en la intersección de la Calle 110 y la Avenida Lenox al sur de Harlem.
La estación es una de las muchas que están a lo largo de la línea de la Avenida Lenox y que fueron completamente renovadas, en 1998 debido a problemas con la cañería. Al igual que las otras estaciones de la línea, numerosas pinturas en las paredes, en mosaico, relatan la historia de los afroamericanos en Harlem. La estación tiene una sola plataforma central con un puesto de control localizado en el extremo sur. 
La obra de arte de 1998 se llama Message from Malcolm por Maren Hassinger.

## Conexiones de autobuses
- M2
- M3
- M4
- M18